# ヘンク・フェルトマイヤー
ヨハネス・ヘンドリック・フェルトマイヤー（Johannes Hendrik Feldmeijer、1910年11月30日- 1945年2月22日）とは、オランダの政治家、軍人、NSB党員。ドレンテ州アッセン出身。

## 経歴
ヨハネス・ヘンドリック・ヴェルトマイヤーは、1910年11月30日にアッセンにて陸軍曹長の息子として生まれた。1915年、彼の家族は名字を ヴェルトマイヤー(Veldmeijer)からフェルトマイヤー(Feldmeijer)に変更した。彼はミドルネームだけを使用し、ヘンク・フェルトマイヤーを名乗った。1928年、あらゆる分野で優秀な成績を収め高校を卒業し、フローニンゲン大学に入学。数学と物理学を専攻した。1931年、兵役を果たすため休学、砲兵科の予備役将校となった。この頃、設立間もないオランダ国家社会主義運動（NSB）突撃隊(WA)のリーダーと接触し、ナチズムに興味を持つようになる。1932年、フェルトマイヤーはNSB党員となり479番の称号を与えられた。最初の1000人のメンバーのうちの一人として、NSBのリーダーであるアントン・ミュッセルトと直接的なパイプを手に入れた彼は、フローニンゲン市内にて演説を行い、リーダーの必要性と民主主義への反発を説いて回った。彼の話術はすぐに認められ、パートではあるが宣伝部の要職に就くことになる。またドイツやイタリアにも度々旅行しSS隊員やファシスト党員と接触を続けた。
1935年、大学での試験に落第すると、そのまま大学を退学したフェルトマイヤーは、以降正規の党員としてユトレヒトの本部で本格的にナチズム活動に専念するようになる。なぜならば、彼は予備役軍人としてNSBに対して熱狂的な所属意識を持っていたからだった。

## イデオロギー的発展
NSBにおいてフェルトマイヤーは、メイノード・ロスト・ヴァン・トーニンゲンのようにフェルキッシュの所属となった。この組織はオランダ史のドイツ的要素を啓発し、民族優越主義と反ユダヤ主義的史観を鼓舞していた。彼はドイツのSSと多くの極秘パイプを持っていた(彼の上司はそれを知らなかった)。
NSB内部にてフェルキッシュは、党の見解の過激化を引き起こした。
彼らは、オランダ人における祖先であるゲルマン民族血統の維持を理想化し、またこうした理論の支持者は、これらの考えに対する数々の研究を行なった。
1937年、フェルトマイヤーは、フェルキッシュ労働協会の前身たるデ・ヴァーデレン・エルフディール(我々の祖先の遺産)機関の重要なメンバーとなった。この団体は、NSBの中のフェルキッシュの研究成果をアピールするものであった。オランダの人々は、彼らの文化がドイツ人の文化だったことを理解することを学ばなければならず、それはSSの方針における重要な段階だった。
フェルトマイヤーは、SSのイデオロギーに強く引きつけられたが、NSB本部が完全にはこれを評価しなかった為、このつながりを秘密にしておかなければならなかった。
1937秋、彼はアントン・ミュッセルトとの確執が原因でユトレヒトのNSB本部からサラントの地方支部長に左遷された。
1939年8月、ロスト・ヴァン・トーニンゲンは、彼をミュッセルト親衛隊の指揮官に任命した。
数百人のこの私兵組織は、ドイツのSSに基づいたものであった。
1939年、ラジオ-ブレーメンのオランダ語送信についてドイツ人に助言するため、ベルリンへ数回旅行をした。
1940年5月3日、オランダ政府は、オールトヘンスプラートにて彼を拘束し、ロスト・ヴァン・トーニンゲンとともに独房に収容した。
彼らはその後ベルギー経由でフランスへ護送されたが、1940年5月30日、カレーにて侵攻を進めていたドイツ軍の手により解放された。
6月2日、オランダ侵攻後既にドイツの手中となったオランダへと戻った2人は、ハーグへと辿り着いた。
その夜、オランダのナチ化およびオランダのSSの設立について議論するために、トーニンゲンは、親衛隊全国指導者ハインリヒ・ヒムラーおよびオランダ帝国弁務官アルトゥル・ザイス＝インクヴァルトとの会合に招待された。
数日後、トーニンゲンはフェルトマイヤーをオランダの親衛隊及び警察高級指導者であるハンス・アルビン・ラウターに紹介した。ラウターはこの若きオランダ人の熱意とカリスマ性に深い感銘を覚えた。

## オランダのSS
1940年9月11日、ネーデルラントSSが設立された。フェルトマイヤーはこのネーデルラントSSの設立と指揮に大きく貢献した 
。一方ミュッセルト自身はオランダ国内でのSSの設立に反対していたが、ドイツ本土からの圧力によりこれを容認せざるを得なかった。1942年1月にゲルマンSSとして統合されるまでの間に、ネーデルラントSSは最大で4000人規模の組織にまで膨れ上がっていた。このネーデルラントSSには2つの側面があった。一つはNSBの下部組織であるという点、そしてもう一つはナチス親衛隊の下部組織であるという点である。表面上の責任者は母体組織であるNSBのトップたるミュッセルトだったが、実質的にはフェルトマイヤーと強力なパイプを持つヒムラー、そしてオランダの最高指導者となったラウターだった。
フェルトマイヤーは、ドイツの欧州征服活動に積極的に貢献するようメンバーを刺激し、彼自身も自ら最前線に参加した。
1941年4月から5月にかけて、第1SS装甲師団の砲手としてユーゴスラビア侵攻およびバルカン戦線 (第二次世界大戦)に参加。また1942年6月には、第5SS装甲師団の高射砲指揮官として東部戦線に参加した。
1943年3月、アルゲマイネ SSで大佐に昇進。また1944年3月には士官としての教育課程を修了し、武装親衛隊大尉に昇進した。二級鉄十字章、一般突撃章および戦傷章黒章を受賞。

## NSB間での権力闘争
フェルトマイヤーは、組織に対する執念から、周囲のNSB党員たちとの間に様々な権力闘争を繰り返した。ナチスはオランダを第三帝国の一部とする完全な統合を目指していたが、一方ミュッセルトは枢軸国の一つとしてオランダの存続を望んだ。オランダ占領政府はフェルトマイヤーをミュッセルトの監視役に出来るとにらんでいた。フェルトマイヤーとミュッセルトは両者の良好関係を示すため公の姿をともに見せたが、既に両者の対立は沸点に達しており、1943年5月、NSBとナチス親衛隊の結束は事実上完全に決裂した。

## 戦争犯罪と死
フェルトマイヤーは、NSBへの抵抗活動に対して取られた報復処置を支援した。
彼は、1943年9月から1944年9月にかけて、ゾンダーコマンドー＝フェルトマイヤー（Sonderkommando-Feldmeijer）のメンバーとなり、Silbertanne Aktionという名の作戦において少なくとも20人以上のレジスタンス活動家を処刑した。
このコマンド部隊の他の有名なメンバーとしては、ハインリッヒ・ボーレ、クラース・カレル・フェイバーおよび彼の兄などがいた 。
1945年2月、フェルトマイヤーは第34SS義勇擲弾兵師団大隊長を命じられた。
2月22日、出勤中にラールテ付近において、乗っていた車が連合国の戦闘機より真正面から機銃掃射を受け死亡した。34歳だった。数日後、ハーレンに埋葬された。それを知ったヒムラーは、ラウターに以下の電報を送っている。